# Oberzeiring
Oberzeiring est une ancienne commune autrichienne du district de Murtal en Styrie, intégrée depuis janvier 2015 à la municipalité nouvelle de Pölstal.